# Hermann Gauch
Hermann Gauch  (6 de maio de 1899 – 7 de novembro de 1978) foi um teórico nazista das raças humanas conhecido por sua dedicação à teoria nórdica, numa medida que embaraçou a liderança nazista quando afirmou que os italianos eram "metade-macaco". 
Depois da guerra, ele permaneceu dedicado à ideologia nazista e negação do Holocausto, alegando que mortes de judeus no Holocausto foram mentiras e se tornou um ativista do partido neo-Nazi Deutsche Reichspartei.  Sua vida e ideias foram registradas por seu filho politicamente 
insensível Sigfrid Gauch em um livro de memórias que foi o primeiro exemplo significativo do gênero de "memórias pai" escrito pelos filhos de ex-nazistas.